# 20 î.Hr.

## Nașteri
- dată necunoscută: Irod Antipa  (d. 39)
- dată necunoscută: Gaius Caesar  (d. 4)
- dată necunoscută: Filip Tetrarhul  (d. 34)